# Consorzio agrario

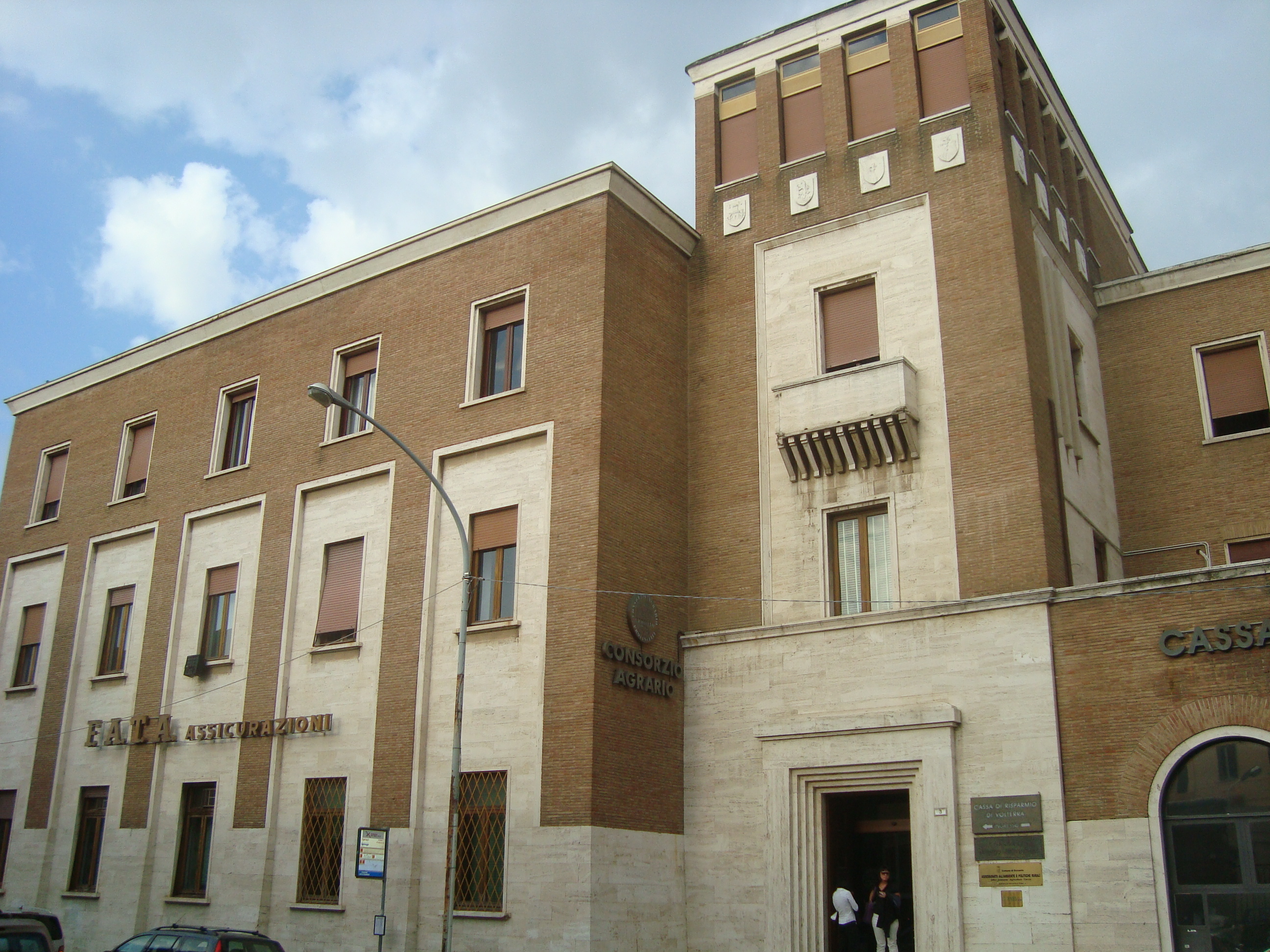
La sede del Consorzio agrario provinciale di Grosseto.

Un consorzio agrario è un consorzio di agricoltori, costituiti in forma di società cooperativa, su base provinciale o interprovinciale, per la fornitura di beni o servizi utili per l'attività imprenditoriale agricola o per la commercializzazione delle loro produzioni.

## Storia

### Durante lo Stato liberale e all'interno dell'impero austriaco
I consorzi agrari nacquero in forma di società cooperative sul finire del Ottocento, per svolgere principalmente la funzione di gruppi di acquisto (soprattutto concimi chimici e macchine agricole) a favore degli agricoltori. Assorbirono negli anni molte delle funzioni che erano prima assunte da altre istituzioni create a favore degli agricoltori, in particolare dei comizi agrari, che erano regolati dal R.D. 3452 del 23 dicembre 1866, e della Società degli agricoltori italiani, ma che avevano fatto fatica a decollare. Anche all'interno dell'impero austriaco nel 1881 la dieta tirolese aveva favorito la nascita del Consiglio provinciale d'agricoltura, un'agenzia pubblica con il compito di favorire la ripresa e la razionalizzazione del settore primario. I Consorzi agrari distrettuali furono dirette emanazioni di questo organo. Tali enti si occupavano di promuovere migliorie agricole, l'istruzione agraria, discutere e interferire sulle sovvenzioni offerte dallo stato ma anche promuovere l'acquisto cumulativo di sementi o scorte agrarie. Fu proprio l'ideale democratico sviluppatosi all'interno di questi enti che riuscì a vincere la diffidenza dei contadini e fu alla base del successivo sviluppo delle Famiglie cooperative nell'area trentina. Ne fu un esempio la nascita della prima famiglia cooperativa promossa dal prete giudicariese don Lorenzo Guetti.
Nel 1892 si costituiva a Piacenza la Federconsorzi, un'organizzazione a livello nazionale. Durante la prima guerra mondiale svolsero un importante compito logistico per l'importazione dei cereali e favorire il rifornimento delle truppe al fronte.

### Durante il fascismo
Dal 1926 i vari consorzi agrari divennero "l'organo commerciale della Federazione provinciale degli agricoltori": essi offrivano infatti un credito agrario senza interessi nei confronti degli acquisti di sementi, concimi, macchine agricole, bestiame e tutto ciò che era necessario all'attività produttiva agricola: in questo modo venivano abbattute l'usura bancaria e la speculazione realizzata dai grandi distributori privati.
I consorzi agrari, perfettamente inseriti nella politica agraria del fascismo (appoggiando bonifica integrale, Battaglia del grano, ecc.), organizzarono anche la gestione ammassi. Si trattava in questo caso di "ammassare" appunto tutti i prodotti primari per l'alimentazione nei Consorzi agrari per favorire una maggiore razionalizzazione ed efficienza nel settore e mantenere la nazione pronta in caso di necessità, trasformando più facilmente l'economia civile in economia di guerra. Nel 1935 si verificò il primo ammasso volontario del grano, quando i consorzi agrari ammassarono 12 milioni di quintali di grano, mentre nel 1938 ne vennero ammassati 40 milioni di quintali per le esigenze autarchiche.
Il 30 maggio 1932, con legge n.752, venne costituito l'ente finanziario dei consorzi agrari, per agevolare l'assetto finanziario dei consorzi stessi; mentre con il regio decreto legge del 5 settembre 1938 e la legge del 2 febbraio 1939 vennero costituiti i consorzi agrari provinciali, che univano i compiti e le funzioni dei consorzi agrari e della Federazione, subendo una razionalizzazione che li riduceva da 196 a 94 (uno a provincia).

### Secondo dopoguerra
Dopo la liberazione i consorzi riassunsero la figura di società cooperative, ma l'ammissione di nuovi soci fu molto ostacolata per non turbare gli equilibri politici raggiunti, fortemente sbilanciati a favore della scelta democristiana.
Nel frattempo gli ammassi divennero lo strumento governativo di sostegno dei prezzi agricoli e i consorzi svolsero questo ruolo che assicurava loro la continuazione della fase di sviluppo fino al 1963. La stampa più progressista e le opposizioni di sinistra, cercarono invano di segnalare le forti commistioni tra i consorzi agrari e la Democrazia Cristiana.
Cessata la funzione degli ammassi i consorzi cercarono di diventare organismi per la commercializzazione dei prodotti agricoli ma in breve molti di essi si trovarono in situazione di pesante indebitamento.
La Federconsorzi che si era assunto il compito di "volano finanziario" fu trascinata in questo vortice di indebitamento verso il sistema bancario.
Dopo il crollo appunto della Federconsorzi nel 1991 molti consorzi finirono in liquidazione coatta amministrativa, ma in buon numero furono ammessi all'esercizio provvisorio. Questo stato di cose si è trascinato per 15 anni. Solo un ristretto numero di consorzi è rientrato in bonis mentre per gli altri lo Stato provvedeva a concedere proroghe. La situazione era particolarmente pesante perché l'Unione europea minacciava di considerare dette proroghe come una forma mascherata di aiuto di Stato non notificato e, perciò, illecito.
Con il governo di centro-sinistra del 2006 c'è stato un netto cambiamento di indirizzo. Nel decreto legge sullo "spacchettamento" dei ministeri i consorzi agrari hanno perso le loro residue competenze di tipo pubblicistico per diventare sotto tutti gli aspetti delle normali cooperative agricole. Peraltro in questo modo è stato possibile concedere un'ulteriore proroga per concludere, entro il 31 dicembre del 2007 il proprio concordato con i creditori.

## I  consorzi agrari d'Italia
Ritornati in bonis molti consorzi, anche tramite accorpamenti, è risorta una realtà unificatrice, in forma di società consortile per azioni, formata da 21 consorzi, in assoluta prevalenza dell'Italia settentrionale e centrale, che ha preso il nome di consorzi agrari d'Italia.

## Legislazione
- L 410/1999 28 ottobre 1999[4]
- L 296/2006 23 luglio 2006[5]

-9 artbis. Il Ministro dello sviluppo economico esercita la vigilanza sul consorzi agrari di concerto con il Ministro delle politiche agricole alimentari e forestali, ai sensi dell'articolo 12 del decreto legislativo 2 agosto 2002, n. 220. I consorzi agrari sono società cooperative a responsabilità limitata, disciplinate a tutti gli effetti dagli articoli 2511 e seguenti del codice civile; l'uso della denominazione di consorzio agrario è riservato esclusivamente alle società cooperative di cui al presente comma. Le disposizioni della legge 28 ottobre 1999, n. 410, e successive modificazioni, sono abrogate ad eccezione dell'articolo 2, dell'articolo 5, commi 2, 3 e 5, e dell'articolo 6. È abrogato, altresì, il comma 227 dell'articolo 1 della legge 30 dicembre 2004, n. 311. Per i consorzi agrari attualmente in stato di liquidazione coatta amministrativa, l'autorità di vigilanza provvede alla nomina di un commissario unico, ai sensi dell'art. 198, primo comma, del regio decreto 16 marzo 1942, n. 267, in sostituzione dei commissari in carica alla data di entrata in vigore della legge di conversione del presente decreto, con il compito di chiudere la liquidazione entro il 31 dicembre 2007, depositando gli atti di cui all'articolo 213 del regio decreto 16 marzo 1942, n. 267, salvo che entro detto termine sia stata autorizzata una proposta di concordato ai sensi dell'articolo 214 del citato regio decreto. Per tutti gli altri consorzi, i commissari in carica provvedono, entro il 31 dicembre 2006, alla ricostituzione degli organi statutari e cessano, in pari data, dall'incarico. I consorzi agrari adeguano gli statuti alle disposizioni del codice civile entro il 30 giugno 2007. 
L 99/2009 23 luglio 2009 art.9